# Steal This Record
Steal This Record is het vierde studioalbum van de Amerikaanse punkband The Suicide Machines. Het werd op 25 september 2001 uitgegeven op cd door het platenlabel Hollywood Records. Met dit album blijft de band dicht bij het poppunkgeluid van het vorige album, maar er worden ook elementen van de hardcore punk en in geringe mate de ska-punk in verwerkt.
Het album kent één bijhorende single, namelijk "The Killing Blow". Deze cd-single werd in 2001 uitgegeven door Hollywood Records.
Steal This Record is het laatste studioalbum dat de band via Hollywood Records heeft laten uitgeven. In 2002 tekende The Suicide Machines bij SideOneDummy Records. Het is eveneens het laatste studioalbum waar basgitarist Royce Nunley aan heeft meegewerkt. Nunley verliet de band in 2002.

## Nummers
"It's the End of the World as We Know It (And I Feel Fine)" is een cover van de alternatieverockband R.E.M.
1. "The Killing Blow" - 3:04
2. "Steal This Record" - 4:08
3. "Honor Among Thieves" - 2:46
4. "It's the End of the World as We Know It (And I Feel Fine)" - 3:18
5. "Bleeding Heart" - 3:41
6. "Air We Breathe" - 2:53
7. "Stand Up" - 3:29
8. "Off the Cuff" - 1:36
9. "Middle Way" - 3:00
10. "Scars" - 2:26
11. "All the Way" - 1:41
12. "Unbreakable" - 2:27
13. "Stay" - 2:31
14. "Leap of Faith" - 2:52

## Muzikanten
Band
- Jason Navarro - zang
- Dan Lukacinsky - gitaar, achtergrondzang
- Royce Nunley - basgitaar, achtergrondzang
- Ryan Vandeberghe - drums

Aanvullende muzikanten
- Toby Morse (van H2O) - zang (track 4)